# Matias Arocena
Pas d'image ? Cliquez ici

a Compétitions nationales et continentales officielles uniquement.

b Matchs officiels uniquement.
Matias Arocena, né le 16 septembre 1984, est un joueur uruguayen de rugby à XV jouant au poste principalement d'arrière et occasionnellement de demi d'ouverture, il mesure 1,77 m pour 78 kg.

## Carrière

### En club
- Old Christians Club  Uruguay

### En équipe nationale
Il a honoré sa première cape internationale en équipe d'Uruguay le 11 mai 2005 contre l'équipe du Chili.

## Palmarès
- 13 sélections en équipe d'Uruguay depuis 1998
- 2 essais, 2 transformations, 13 pénalités (53 points)
- Sélections par année : 3 en 2005, 4 en 2006, 2 en 2007, 4 en 2008